# Distretto di Atuncolla
Il distretto di Atuncolla è uno dei quindici distretti della provincia di Puno, in Perù. Si trova nella regione di Puno e si estende su una superficie di 124,74 chilometri quadrati.

Ha per capitale la città di Atuncolla; nel censimento 2005 si contava una popolazione di 3.984 unità.